# Colasposoma flavolimbatum
Colasposoma flavolimbatum é uma espécie de escaravelho de folha da Argélia, descrito por Pic em 1905.